# Fajr-5
Il Fajr-5 è un razzo d'artiglieria in dotazione alle forze armate dell'Iran, progettato e costruito interamente in Iran, lanciato per la prima volta forse nel gennaio 2006, come evoluzione del Fajr-3.

## Introduzione
Il Fajr 5 è sostanzialmente una versione evoluta ed ottimizzata del Fajr 3, migliorandone in assoluto aspetti quali il raggio e la capacità distruttiva.
Anche questo razzo è stato progettato e costruito interamente in Iran in tempi molto recenti, si parlerebbe addirittura del gennaio 2006.

## Caratteristiche
Non si hanno notizie certe sulle dimensioni del razzo, che dovrebbe essere però del calibro di 333 mm e una testata che si aggira sui 90 kg.
Ulteriori fonti rivelano che le forze Iraniane abbiano sviluppato un upgrade del razzo attorno al mese di maggio 2006.
Del Fajr-5, oltre all'aumentato potere distruttivo troviamo anche un aumento considerevole della portata che dovrebbe aggirarsi intorno ai 75 km, ovvero in grado di superare la portata del Grad e del Fajr-3. Questo notevole aumento del raggio è stato ottenuto probabilmente grazie a una riprogettazione del sistema propulsivo, che rimane però a propellente solido.

## Utilizzi operativi
Anche queste armi sembrerebbero aver raggiunto il Libano nel conflitto israelo-libanese del 2006, ma in numero limitato a qualche centinaia.
Non è ben chiaro se siano stati lanciati contro lo stato ebraico, ma il raggio teorico avrebbe permesso di raggiungere obbiettivi ben al di là della città di Haifa (35 km dal confine).
Alcuni razzi sono stati lanciati da Hamas durante l'Operazione Colonna di nuvole verso Tel Aviv.
Sono stati però intercettati dal sistema antimissile israeliano Iron Dome.